# Merzen
Merzen is een gemeente in de Duitse deelstaat Nedersaksen. De gemeente maakt deel uit van de Samtgemeinde Neuenkirchen in het Landkreis Osnabrück. Merzen telt 3.874 inwoners.

## Dorpen (Ortsteile) in de gemeente
- Döllinghausen (187)
- Engelern-Schlichthorst (490)
- Lechtrup-Merzen (2.627) – zetel van het deelgemeentebestuur
- Ost-/Westeroden (182)
- Plaggenschale (284)
- Südmerzen (387)

Tussen haakjes het aantal inwoners op 14 juli 2003. Nadien is geen per Ortsteil uitgesplitste bevolkingsstatistiek meer bijgehouden. Alle plaatsjes in de gemeente zijn van oorsprong weinig belangrijke boerendorpen met verspreide bebouwing.

## Algemeen
Door het hoofddorp Lechtrup-Merzen heen loopt, van noordwest naar zuidoost, de Bundesstraße 218.
Merzen wordt als Marsunnon (moerassige laagte) in 977 voor het eerst in een document vermeld. Zie  voor historische gegevens ook: Samtgemeinde Neuenkirchen. De inwoners van de gemeente leven overwegend van de landbouw en het toerisme. Ook wonen er vrij veel pendelaars, die in Osnabrück een baan hebben.

## Afbeeldingen

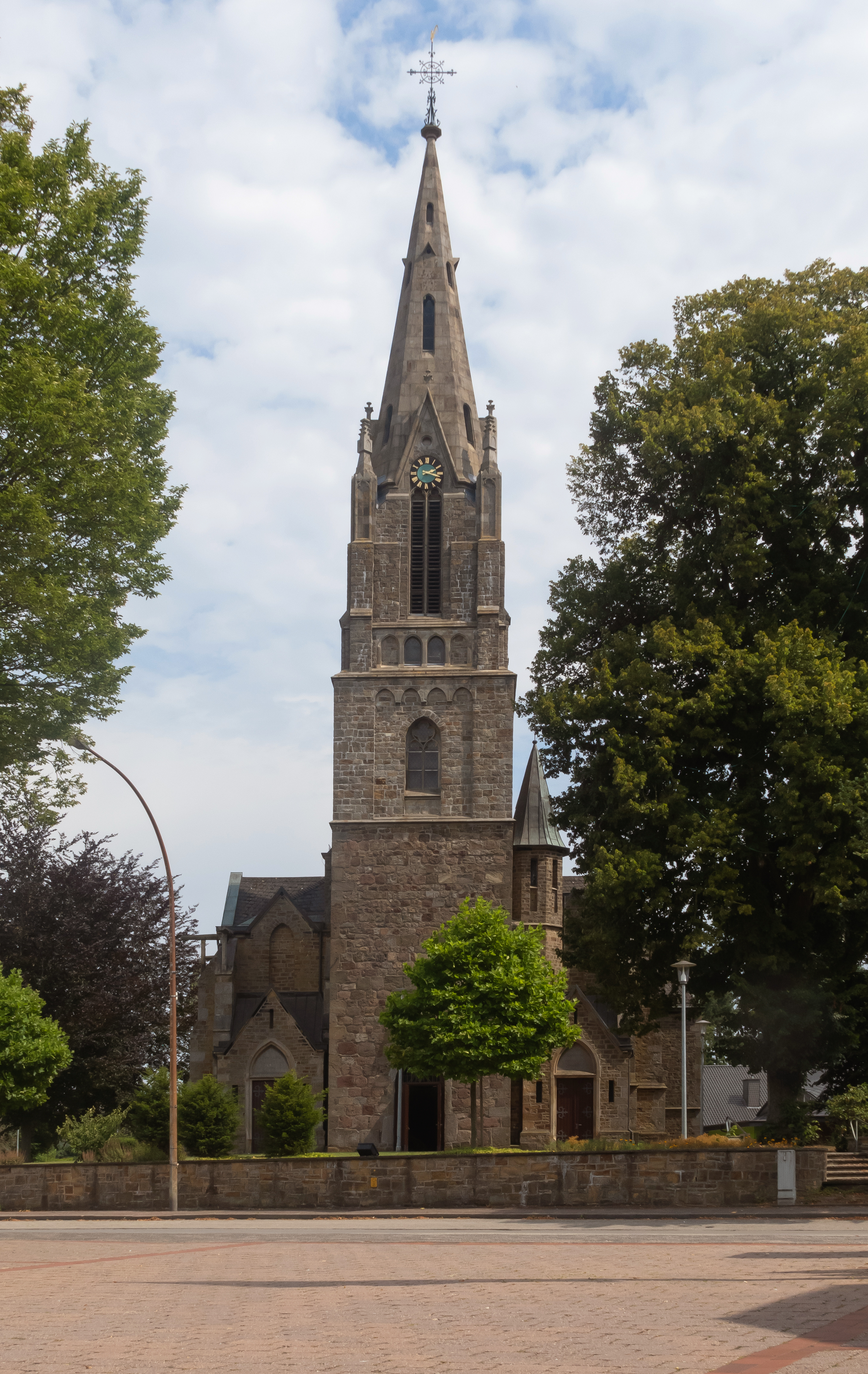
Merzen, St. Lambertuskerk (1874)

- Gemeinsame Normdatei: 4652157-4
- Library of Congress Control Number: n85189454
- Nationale Bibliotheek van Israël: 987007557627205171
- Virtual International Authority File: 124402459

Alfhausen · 
Ankum · 
Bad Essen · 
Bad Iburg · 
Bad Laer · 
Bad Rothenfelde · 
Badbergen · 
Belm · 
Berge · 
Bersenbrück · 
Bippen · 
Bissendorf · 
Bohmte · 
Bramsche · 
Dissen am Teutoburger Wald · 
Eggermühlen · 
Fürstenau · 
Gehrde · 
Georgsmarienhütte · 
Glandorf · 
Hagen am Teutoburger Wald · 
Hasbergen · 
Hilter am Teutoburger Wald · 
Kettenkamp · 
Melle · 
Menslage · 
Merzen · 
Neuenkirchen · 
Nortrup · 
Ostercappeln · 
Quakenbrück · 
Rieste · 
Voltlage · 
Wallenhorst